# Louis S. Asekoff
Louis S. Asekoff (ur. 1939 r.) – amerykański poeta. 
Jego wiersze ukazywały się w czasopismach Poetry, Tikkun, Salmagundi, TriQuarterly i American Poetry Review. Oprócz tego wydał m.in. dwa zbiory poezji - Dreams of a Work (1994) i North Star (1997). Za ten drugi otrzymał nagrodę w 1997 roku. Jest wykładowcą Brooklyn College w Nowym Jorku.